# Mark Victor Hansen
Mark Victor Hansen (sinh ngày 8 tháng 1 năm 1948) là một chuyên gia đào tạo và diễn giả truyền cảm hứng người Mỹ. Ông được biết đến nhiều nhất với tư cách là người sáng lập và đồng sáng tạo bộ sách Hạt giống tâm hồn (Chicken Soup for the Soul).

## Xuất thân
Hansen được sinh ra trong một gia đình nhập cư gốc Đan Mạch. Cha mẹ ông là Una và Paul Hansen. Ông lớn lên ở Waukegan, Illinois. Năm 1970, ông tốt nghiệp Đại học Nam Illinois với tấm bằng Cử nhân Giao tiếp bằng lời nói.

## Sự nghiệp
Cùng với người đồng nghiệp Jack Canfield, Hansen được biết đến nhiều nhất với việc tạo ra cái mà tạp chí Time gọi là "hiện tượng xuất bản của thập kỷ". Hạt giống tâm hồn trở thành một trong những thương hiệu xuất bản thành công nhất trên thế giới, với hơn 500 triệu ấn bản được bán trên toàn thế giới và hơn 100 sản phẩm được cấp phép. Cuốn sách Chicken Soup đầu tiên do Health Communications, Inc. xuất bản đã bán được hơn 2 triệu bản. Hiện đã có hơn 500 triệu bản in và 54 ngôn ngữ trên toàn thế giới.
Năm 2005, ông cùng Robert Allen cho ra đời tác phẩm bàn về làm giàu Cracking the Millionaire Code - trong đó ông lấy ví dụ từ các triệu phú tự thân như Bob Circosta, Michael Dell, Bill Gates, Alexander Graham Bell, Oprah Winfrey, v.v..
Năm 2006, Hansen cùng Art Linkletter đồng sáng tác cuốn How to Make the Rest of your Life The Best of your Life. Năm 2010, Hansen cùng Robert Allen cho ra đời cuốn Cash in a Flash - phần tiếp theo của tác phẩm bestseller The One Minute Millionaire.

## Đời tư
Hansen kết hôn với Crystal Dwyer (Patty) Hansen năm 1979. Cặp đôi ly hôn vào năm 2007. Sau đó, hai người đã cho xuất bản tác phẩm Chicken Soup for the Soul, Divorce and Recovery.